# Nguyễn Huy Hoàng (Schwimmer)
Nguyễn Huy Hoàng (* 10. Juli 2000) ist ein vietnamesischer Schwimmer.

## Erfolge
Nguyễn Huy Hoàng gewann 2018 bei den Olympischen Jugend-Sommerspielen in Buenos Aires die Goldmedaille über 800 Meter Freistil. Im selben Jahr gelang ihm bei den Asienspielen 2018 in Jakarta der Gewinn der Bronzemedaille über 800 Meter Freistil sowie der Silbermedaille auf der 1500-Meter-Freistilstrecke. Er nahm in diesen beiden Disziplinen auch an den 2021 ausgetragenen Olympischen Sommerspielen 2020 in Tokio teil. Über 800 Meter Freistil belegte er in 7:54,16 min den zweiten Platz seines Vorlaufs, war jedoch zu langsam, um sich für das Finalrennen zu qualifizieren. Auch über 1500 Meter Freistil war seine Vorlaufzeit von 15:00,24 min nicht schnell genug für das Finale. Während der Eröffnungsfeier war Huy Hoàng gemeinsam mit der Leichtathletin Quách Thị Lan der Fahnenträger der vietnamesischen Delegation. Bei den 2023 ausgetragenen Asienspielen 2022 in Hangzhou gewann er sowohl über 400 Meter als auch über 800 Meter Freistil die Bronzemedaille.